# Виейра, Франциско

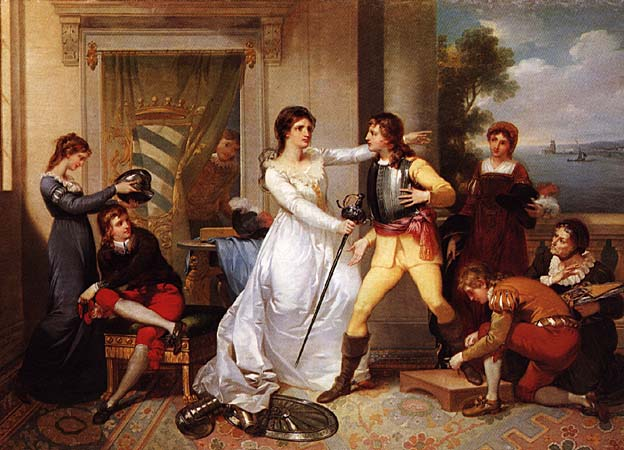
Дона Филиппа де Вильена

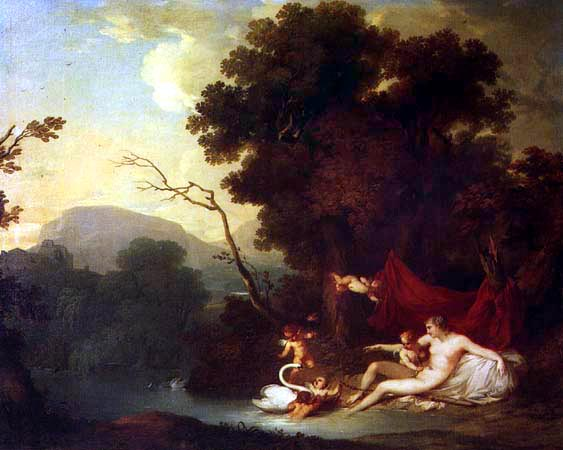
Леда и лебедь

Франциско Виейра де Матос известный также, как Портуэнсе Виейра (порт. Francisco Vieira de Matos; 13 мая 1765, Порту — 2 мая 1805, Фуншал на о. Мадейра) — португальский художник, один из виднейших представителей неоклассицизма в португальской живописи.

## Биография
Его отец, Франсиско Домингос Виейра, занимал должность позолотчика церковных алтарей. С 1787 по 1789 год обучался живописи в Лиссабоне в школе изобразительных искусств Aula Régia de Desenho e Figura.
С 1790 по 1796 гг. в качестве пенсионера правительства продолжал учёбу в Италии в Риме. Затем совершил поездки по ряду стран Европы, побывал, кроме Италии, в Германии, Австрии и Англии. С апреля 1797 по июль 1798 года жил в Лондоне, где он работал с гравёром Франческо Бартолоцци.
Важной в творческой биографии Франциско Виейра стала поездка в Швейцарию, где познакомился с художницей Анжеликой Кауфман, творчество которой оказало на него большое влияние.
В 1800 году вернулся в Португалию и занял должность преподавателя класса рисования и черчения в Школе изящных искусств в Порту. С 1802 года — директор. При Франциско Виейре школа стала именоваться академией.
Заболев туберкулезом, переехал на о. Мадейра, где и умер в возрасте 39 лет.
Картины живописца представлены в Национальном музее старинного искусства в Лиссабоне, в Национальном музее Соареш-дуж-Рейш в Порту, частных коллекциях.
Именем художника названа одна из улиц португальской столицы.